# زیاگان ایالات متحده
زیاگان ایالات متحده (انگلیسی: Fauna of the United States) شامل تمام حیواناتی که در سرزمین اصلی ایالات متحده و دریاها و جزیره‌های اطراف آن، جزایر هاوایی، آلاسکا در شمالگان و چندین خطه جزیره‌ای در اقیانوس آرام و کارائیب زندگی می‌کنند، می‌شود. ایالات متحده بسیاری گونه‌های بومزاد دارد که هیچ جای دیگر در زمین یافت نمی‌شوند. همراه با بیشتر قاره آمریکای شمالی، ایالات متحده در قلمروهای زیاگانی نوشمالگانی، نوگرمسیری و اقیانوسیه‌ای قرار دارد و بخش زیادی از گیاگان و زیاگان آن با بقیه ابرقاره آمریکا مشترک است.